# Дзялынский, Томаш
Томаш Дзялынский (пол. Tomasz Działyński; 1656 — 25 июня 1714, Лонки-Братяньске) — польский государственный деятель, воевода хелминский (1702—1714), предводитель Коронного трибунала в 1712 году.

## Биография
Представитель польского дворянского рода Дзялынских герба «Огоньчик». Сын старосты братянского Адама Дзялынского (1614—1660) и Софии Катарины Кобежицкой. Брат — Станислав (ум. 1674/1688), староста братянский.
Подскарбий прусских земель с 1684 года, маршалок сейма с 16 января 1690 по 6 мая 1690, кравчий великий коронный (1691), воевода хелминский (1702—1714), также староста братянский и ковалевский, эконом мальборкский.
Посол от Ковалевского сеймика на сеймы 1681, 1685 и 1690 годов, посол от Добжиньского сеймика на сеймы 1683 и 1695 годов. Депутат регулярного сейма 1688 года и чрезвычайного сейма 1688/1689 годов. Посол от Хелминского воеводства на конвокационный сейм 1696 года. После срыва конвокационного сейма 1696 года он присоединился к генеральной конфедерации 28 сентября 1696 года. 5 июля 1697 года Томаш Дзялынский подписал в Варшаве заявление о поддержке свободных выборов, которое созвала дворянство на сейм в защиту нарушенных прав Речи Посполитой. Участник Ловичского рокоша 1697 года. Депутат сейма 1701 и сейма 1701—1702 годов от Добжиньской земли. В январе 1702 года он подписал акт об умиротворении Великого княжества Литовского. Был участником Варшавской вальной рады в 1710 году.
С 1689 года был женат на Терезе Белинской, дочери Франтишека Яна Белинского (1630—1685) и Анны Софии Белинской. У супругов была одна дочь:
- Анна Тереза Дзялынская (1683—1719), муж — Михаил Здислав Замойский (ок. 1679—1735).

Главный меценат ордена иезуитов в Грудзёндзе, где он оказал большую финансовую помощь в строительстве костела св. Франциска Ксаверия в Грудзёндзе. 30 августа 1704 года от имени Сандомирской конфедерации заключил с Россией Нарвский договор. Умер от паралича в монастыре в Лонках-Братянских, где и был похоронен.